# Formgebung
Der Begriff der Formgebung bezeichnet den gestalterischen Prozess, einem Objekt, einer Sache, einen Gegenstand, eine Form bzw. Gestalt zu verleihen.
Der Begriff umfasst dabei zwei Bedeutungsvarianten:

## Formgebung alshandwerklicher oder industrieller Prozess
Als Formgebung oder Formgestaltung wird in der Technik und der Ausführung von Kunst-Objekten die Herstellung der vorgesehenen Form aus einem Rohling bezeichnet. Als rein industrieller Vorgang wird die Entstehung und Fertigung von Hohlformen, Werkzeugen und anderer Industriegüter als Formenbau definiert.
Jede Formgebung erfordert ein Minimum an Stabilität, die im Regelfall vom Ausgangsmaterial gewährleistet ist. Bei speziellen Materialien kann sie aber auch im Laufe der Fertigung entstehen, z. B. durch Härtung (Stahl, Beton, Keramik usw.), durch Trocknung oder durch Versteifung.
In den meisten Fällen hat der Rohling die Eigenschaften eines Festkörpers, wenngleich er oft durch Guss in Hohlformen entsteht. Die Bearbeitung eines zunächst rohen oder formlosen Materials erfolgt – von wenigen Ausnahmen in der Bildenden Kunst abgesehen – in mehreren Arbeitsschritten:
- Aus dem Rohling wird zunächst die grobe Form oder der Umriss hergestellt (etwa mit dem Hammer, durch spanabhebende Fertigung, durch Biegen usw.),
- es folgt die detailliertere Ausformung und Modellierung – meist unter Verwendung spezieller Werkzeuge etwa des Bildhauers oder des Holzschnitzers,
- und zuletzt häufig eine Behandlung der Oberfläche (Härtung, Schliff, Polieren, Glasur usw.), während eine allfällige Bemalung nicht mehr zur Formgebung zählt.

Bei Vorgängen mit spezieller Oberflächenbehandlung oder bei Instrumenten von hoher Präzision – wie beispielsweise einem großen Spiegelteleskop – kann der Prozess der endgültigen Formgebung länger dauern als ihre eigentliche Herstellung.
In der Kunst kann die grobe Formgebung auch Hilfskräften oder den Schülern eines Meisters überlassen werden, sofern sie die kritischen Eigenschaften des Materials wie Bruchgefahr oder Klüfte („Sprünge“) kennen. Für die detailliertere Formung und für Vorgänge mit feinem Schleifen oder Polieren sind nicht nur die mechanischen Eigenarten von Werkstück und Werkzeug aufeinander abzustimmen, sondern vielfach auch ihre chemischen, hydrophilen und thermischen Charakteristika. Näheres unter anderem unter den Artikeln Wirkmedium, Schliff und Temperaturbeständigkeit.

## Formgebung alsentwurflich-geistiger Prozess
In den Bereichen Architektur, Design und teilweise in der bildenden Kunst versteht man unter „Formgebung“ den gestalterischen oder technischen Prozess des Entwerfens zur Gestaltung eines Objekts oder Raums.
Im wörtlichen Sinne umfasst der Begriff „Formgebung“ Gestaltungsansätze, die Gestaltung sowohl unter formalen Gesichtspunkten (von z. B. Schönheit oder unter dem Primat eines Stils) propagieren, als auch unter funktionalistischen Gesichtspunkten bzw. solchen, die von Material, Konstruktion, Struktur usw. ausgehen. In der Regel wird der Begriff aber verengt gebraucht. Gerade seit der Moderne wurde und wird der Begriff üblicherweise verwendet, um sich von formalen Ansätzen des 19. Jahrhunderts zu distanzieren, in denen Gestaltung häufig unter der Fragestellung stattfand: „In welchem Stil sollen wir bauen/gestalten“.
In Abgrenzung von den Begriffen „Stil“ und „Styling“ wird der Begriff „Formgebung“ in der Regel dann verwendet, wenn die funktionale gebrauchsgerechte sowie materialgerechte Form das Ziel des Entwurfes ist. Im Unterschied dazu wird der bedeutungsähnliche Begriff „Gestaltung“ in der Praxis neutraler verwendet.